# Stiftung Bildung und Gesellschaft
Die Stiftung Bildung und Gesellschaft ist eine gemeinnützige Treuhandstiftung in der Verwaltung des Stifterverbandes für die Deutsche Wissenschaft mit Sitz in Essen und Berlin. Im Rahmen ihrer Programme und Wettbewerbe unterstützt die Stiftung Menschen, die sich für die Bildung von Kindern und Jugendlichen engagieren. Sie versteht sich als Entdecker, Möglichmacher und Verbreiter von Ideen.

## Geschichte
Die Stiftung wurde im Juni 2013 vom Stifterverband für die Deutsche Wissenschaft gegründet. Dieser fördert in seinen Handlungsfeldern Bildung, Wissenschaft und Innovation. Seit 2013 ist der Berliner Unternehmer Arend Oetker Vorstandsvorsitzender der Stiftung Bildung und Gesellschaft. Neben der Anschubfinanzierung durch den Stifterverband und den Erträgen aus dem Stiftungskapital finanziert sich die Stiftung hauptsächlich aus Spendengeldern.

## Schwerpunkte und Ziele
Ziel der Stiftung ist es, den Bildungsalltag von Kindern und Jugendlichen nachhaltig zu verändern. Dabei bewegt sie sich in allen Bildungsbereichen, die durch zivilgesellschaftliche Akteure bereichert werden. Die Arbeit dieser Akteure wird verbreitet und gefördert, um Impulse für mehr Engagement in der Bildung zu setzen. Die Stiftung unterstützt die Initiativen durch finanzielle Förderung, durch Angebote zur Weiterentwicklung und durch das Netzwerk des Stifterverbandes. Das jährliche Fördervolumen liegt derzeit bei etwa 250.000 Euro. Die Stiftung ist bundesweit aktiv.

## Aktivitäten

### Primus-Preis
Zwischen 2020 und 2023 vergab die Stiftung Bildung und Gesellschaft monatlich den Primus-Preis an ein Bildungsprojekt mit Vorbildcharakter. Mit dem Primus-Preis zeichnete die Stiftung zivilgesellschaftliche Initiativen aus, die engagiert und in Partnerschaft mit lokalen Akteuren und Institutionen eine konkrete Herausforderung im Bildungssystem aufgriffen. Auf diese Weise sollten nachahmenswerte Projekte unterstützt und überregional bekannt gemacht werden. Der Preis war mit 1.000 Euro dotiert. Aus allen ausgezeichneten Projekten eines Jahres wurde mittels SMS-Voting der Primus des Jahres gewählt. Das erstplatzierte Projekt gewann 3.000 Euro Preisgeld, während das zweit- und drittplatzierte je 1.000 Euro erhielten.
Von Dezember 2016 bis Ende 2017 verlieh die Stiftung vierteljährlich den Sonder-Primus Grenzenlos, der Bildungsprojekte für geflüchtete und zugewanderte Kinder unterstützt. 2018 wurde er vom Sonder-Primus Digital abgelöst, der an Projekte vergeben wird, die Kinder und Jugendliche auf das Leben in einer digitalen Welt vorbereiten. Auch er wird vierteljährlich vergeben und ist mit 1.000 Euro Preisgeld dotiert. Ausgezeichnete Initiativen erhalten zusätzlich 500 Euro für Weiterbildungen. Der letzte Primus-Preis wurde 2020 verliehen.

### Deutsches Lehrerforum
Die Stiftung Bildung und Gesellschaft ist Mitglied im Konsortium des Deutschen Lehrerforums, einer unabhängigen Initiative zur Förderung des bundesweiten Austauschs und der Vernetzung sowie der Wertschätzung und des Engagements engagierter Lehrkräfte. Das Deutsche Lehrerforum richtet sich an Lehrkräfte, Referendare, Lehramtsstudierende und Junglehrer aller Fächer und Schulformen. Es ist eine selbst gestaltete Plattform, um die Arbeit als Lehrkraft im kollegialen Miteinander weiterzuentwickeln, Handlungsempfehlungen zu formulieren und Ideen in die Breite zu tragen. Nachdem es 2015 im Format einer zweitägigen Pilotveranstaltung gestartet ist, wurde es 2016 mit einem thematischen Fokus auf „Vielfalt in der Schule“ fortgeführt. Im September 2017 fand es zum dritten Mal statt unter dem Thema „Schule im digitalen Zeitalter“. Die vierte Ausgabe widmet sich im September 2018 dem Oberthema "Lehren und Lernen für das 21. Jahrhundert". Das Deutsche Lehrerforum wird organisatorisch und finanziell getragen von Heraeus Bildungsstiftung, Stiftung Mercator, Stifterverband für die Deutsche Wissenschaft, Stiftung Bildung und Gesellschaft, Teach First Deutschland, Wübben Stiftung und Schöpflin Stiftung. Die Koordination aller Aktivitäten zum Deutschen Lehrerforum liegt bei der Stiftung Bildung und Gesellschaft.

### Act for Impact
Act for Impact ist der höchstdotierte Förderpreis für Sozialunternehmer aus den Bereichen Bildung und Integration im deutschsprachigen Raum, der seit 2012 von der Social Entrepreneurship Akademie und dem Vodafone Institut für Gesellschaft und Kommunikation ausgeschrieben wird. Seit 2017 beteiligt sich auch die Stiftung Bildung und Gesellschaft als Partner an dem Förderprogramm. Der Hauptpreis ist mit 40.000 Euro Preisgeld dotiert. Das zweitplatzierte Projekt wird mit 5.000 Euro und der Preisträger des Publikumspreises mit 3.000 Euro bedacht.

### Förderpreis Verein(t) für gute Schule
Von 2014 bis 2016 war die Stiftung Bildung und Gesellschaft Mitveranstalter des Förderpreises "Verein(t) für gute Schule", der erfolgreiche Projekte von Schulfördervereinen in enger Zusammenarbeit mit den Verbänden prämiert. Ziel war es, an den Schulen wirksame Projekte zu entdecken, zu fördern und zu verbreiten. Die Stiftung Bildung und Gesellschaft kooperierte dabei mit der Stiftung Bildung und Schüler Helfen Leben.